# Toden Arakawa-linjen
Toden Arakawa-linjen (japanska: 都電荒川線) är en spårväg i norra delen av  Tokyo i Japan. 
Spårvägen, som öppnades i flera steg åren 1911–1930, var ursprungligen två olika linjer inom Ōji Electric Tram Company.  År 1942 övertogs företaget av prefekturen Tokyos transportavdelning (Toei). Den hotades av nedläggning på 1960-talet men räddades efter protester från lokalbefolkningen. År 1974 slogs de båda linjerna ihop och fick sitt nuvarande namn. Toden är en sammandragning av Tōkyō-to (Tokyo prefektur) och densha (elektriskt tåg). 
Det är den enda linje som återstår av Tokyos spårvägsnät som hade 41 linjer på totalt 213,3 km när det var som störst 1943.
Spårvägen betjänar lokalområden mellan stationerna Minowabashi och Waseda och går delvis på en egen banvall. Den marknadsförs sedan 2017 som Tōkyō Sakura Tram (japanska:  東京さくらトラム?, Tōkyō-sakura-toramu). En enkel resa tar 50 minuter.